# Гентгельвін
Гентгельві́н (рос. гентгельвин; англ. genthelvite; нім. Genthelvin n) — мінерал підкласу каркасних силікатів, Zn4[BeSiO4]3.

## Етимологія та історія
Назва «ґентельвін», з одного боку, пов'язана з тісною спорідненістю мінералів гельвіну і ґентгельвіну. З іншого боку, на честь німецько-американського хіміка і мінералога Фрідріха Августа Ґента (1820—1893, Friedrich August Genth), який вперше описав цей мінерал в 1892 році не давши йому назви.

## Загальний опис
Гентгельвін — суттєво цинковий кінцевий член групи мінералів із загальною формулою Me4[BeSiO4]3S, де Me — Mn, Fe, Zn. Вміст ВеО 11-13 %. За кристалічною структурою та властивостями близький до гельвіну.
Густина 3,42—3,70.
Твердість 6—6,5.
Колір рожевий, рожево-червоний, жовтий різних відтінків, рідше блакитно-зелений, смарагдово-зелений, безбарвний.
Зустрічається в пегматитах нефелінових сієнітів з содалітом, манганільменітом, цирконом, апатитом, в ґрейзенах — з фенакітом, крім того — в міаролітових порожнинах в гранітних пегматитах; в лужних гранітах і сієнітах, грейзенах та скарнах.
Асоціація: фенакіт, бертрандит, гамбергіт, сидерит, сфалерит, вілеміт, ганіт, топаз,
циркон, кварц, мікроклін, цеоліти.
Промислово важливі скупчення відомі тільки в родовищах полевошпатових метасоматитів в асоціації з альбітом, мікрокліном, сидерофілітом, кварцом, цирконом, колумбітом, вілемітом.
Гентгельвін у скупченнях — берилієва руда. Збагачується гравітацією.

## Поширення
США, штати Колорадо, Род-Айленд. Великі кристали знайдені у провінції Квебек, Канада. Крім того, в Норвегії, Англії, Шотландії, Нігерії, Аргентині, Гренландії та ін..